# Catarina Ruivo
Catarina Ruivo Vilhena de Carvalho (Coímbra, 24 de enero de 1971) es una cineasta portuguesa, premiada en el Festival de Cine de Locarno 2004, por su primera película André Valente.

## Biografía
Estudió secundaria en Lisboa y un año de Biología Marítima, en la Universidad del Algarve. Cursó cine en la Escuela de Teatro y Cine de Lisboa, donde se diplomó en 1986, especializándose en montaje cinematográfico. Trabajó con Joaquim Sapinho y Alberto Seixas Santos.
Dirigió y montó el cortometraje Uma Cerveja no Inverno, que se presentó en el Festival de Cortometrajes de Vila do Conde 1998 y el Festival de Oberhausen, Alemania, entre otros.Después, fue responsable del montaje de Mal, película de Alberto Seixas, en competición en el Festival de Venecia en 1999) y Mulher Polícia, de Joaquim Sapinho (Sección Panorama, Berlinale 2003).
En 2004 dirigió su primer largometraje, André Valente, que se estrenó en Portugal y Francia después de pasar por diversos festivales donde ganó varios premios. También fue responsable del guion y del montaje. En 2006 rodó Daqui P'rá Frente, película que se estrenó en 2008.
Su tercera película, Em Segunda Mão, se estrenó 2012, en Culturgest como parte de la programación del Festival IndieLisboa. Fue el último trabajo del actor Pedro Hestnes.Y en 2019, estrenó A minha avó Trelototó también en el Festival IndieLisboa, formado parte de la Competición nacional.
Ha compaginado la dirección, montaje y guion de sus películas, con la labor de montaje de trabajos de Alberto Seixas Santos (A Monte, 2003; A Rapariga da Mão Morta,2005 y E o Tempo Passa, 2011).

## Filmografía

### Dirección, guion y montaje
Hizo las películas:
- Uma Cerveja no Inverno (1998) Cortometraje
- André Valente (2003)
- Daqui P'ra Frente (2008)
- Em Segunda Mão (2012)
- A Minha Avó Trelotótó (2019)[7]
- Boa noite (2021) Cortometraje.

### Montaje
- Largo, de Pedro Sabino (1998)[3]
- Mal, de Alberto Seixas Santos (1999)[3]
- Mulher Polícia, de Joaquim Sapinho (2003)[3]
- A Monte, de Alberto Seixas Santos (2003)[3]
- W, de Paulo Belém (2004) Cortometraje
- A Rapariga da Mão Morta, de Alberto Seixas Santos (2005) Cortometraje
- E o Tempo Passa, de Alberto Seixas Santos (2011)

## Reconocimientos
En 2004, su primer largometraje, André Valente, fue galardonado con el Premio "Don Quijote" de la Federación Internacional de Sociedades Cinematográficas en el Festival de Cine de Locarno. También logró el Premio de la Crítica y el Premio del Jurado de Cine Joven en el Festival Internacional de Cine de Jeonju, Corea del Sur.
Ya en 2005, con el mismo film ganó el Premio «Albacinema» al Mejor Director y el Premio SIGNIS a la Mejor Película en el Festival Infinity de Turín.